# Non Khun (huyện)
Non Khun (tiếng Thái: โนนคูน) là một huyện (Amphoe) ở phía đông của tỉnh Sisaket, đông bắc Thái Lan.

## Địa lý
Các huyện giáp ranh (từ phía nam theo chiều kim đồng hồ) là: Benchalak, Nam Kliang và Kanthararom của tỉnh Sisaket, và Samrong của tỉnh Ubon Ratchathani.

## Lịch sử
Non Khun được lập làm một tiểu huyện (King Amphoe) thuộc huyện Kanthararom vào ngày 1 tháng 9 năm 1977, với 4 tambon Non Kho, Pho, Bok và Nong Kung. Đơn vị này đã được nâng cấp thành huyện ngày 1 tháng 1 năm 1988. Ban đầu được viết tiếng Thái là โนนคูณ,sau này được đổi thành โนนคูน.

## Hành chính
Huyện này được chia thành 5 phó huyện (tambon), các đơn vị này lại được chia ra thành 80 làng (muban). Không có khu vực đô thi, có 5 Tổ chức hành chính tambon.
| STT. | Tên       | Tên Thái | Số làng | Dân số |  |
| ---- | --------- | -------- | ------- | ------ |  |
| 1.   | Non Kho   | โนนค้อ    | 20      | 8.100  |  |
| 2.   | Bok       | บก       | 17      | 9.589  |  |
| 3.   | Pho       | โพธิ์      | 13      | 5.605  |  |
| 4.   | Nong Kung | หนองกุง   | 18      | 9.606  |  |
| 5.   | Lao Kwang | เหล่ากวาง | 12      | 4.965  |  |